# Bruce Sterling
Bruce Sterling (Brownsville, Texas, 14 de abril de 1954) es un escritor estadounidense de ciencia ficción, considerado uno de los fundadores del movimiento ciberpunk junto con William Gibson, aunque también ha escrito relatos de tipo fantástico, histórico y steampunk.

## Obra
Para cada obra traducida, se ofrecen los datos de la primera edición en español e inglés.
Novelas
- Involution Ocean (1977). Publicado de nuevo en 1988 por Ace Books; Reissue edition. ISBN 0-441-37206-6.
- El chico artificial (1980). Madrid, EDAF (Colección Icaro) 1991. ISBN 84-7640-470-0.
- Cismatrix (1985). Madrid, Bibliópolis (Colección Bibliópolis fantástica; 25) 2005. ISBN 84-96173-24-0.
- Islas en la red (1988) (ganadora del premio John W. Campbell Memorial de 1989). Barcelona, Destino (Colección Cronos; 11) 1990. ISBN 84-233-1898-2.
- La máquina diferencial (1991). Arganda del Rey, La Factoría de Ideas 2006 ISBN 8498002818. En colaboración con William Gibson
- Heavy Weather New York, Bantam Spectra, 1994. ISBN 0-553-57292-X.
- El fuego sagrado (1996). Barcelona, Ediciones B (Colección Nova Ciencia-Ficción) 1998. ISBN 84-406-8602-1.
- Distracción (1998) (ganadora del premio Arthur C. Clarke del año 2000). Arganda del Rey, La Factoría de Ideas (Colección Solaris Ficción; 10) 2000. ISBN 84-8421-280-7.
- Zeitgeist (2000) New York, Bantam Spectra. ISBN 0-553-10493-4.
- Zenith Angle (2004) New York, Random House. ISBN 0-345-46061-8.

Colecciones de cuentos
- Mirrorshades: una antología ciberpunk (1986) (editor). Madrid, Ediciones Siruela (Siruela Bolsillo; 41) 1998. ISBN 84-7844-418-1.
- Crystal Express (1989) (ambientados en el universo de Schismatrix). Madrid, Ultramar Editores (Ciencia ficción; 124) 1992. ISBN 84-7386-676-2.
- Globalhead (1992)
- A Good Old-fashioned Future (1999)
- Visionary in Residences (2006). New York, Avalon Publishing Group. ISBN 1-56025-841-1.

No ficción
- The Hacker Crackdown: Law and Disorder on the Electronic Frontier (1992).
- Tomorrow Now: Envisioning the next fifty years (2002). New York, Random House Trade Paperbacks. ISBN 0-8129-6976-6